# Albizia tomentosa
Albizia tomentosa là một loài thực vật có hoa trong họ Đậu. Loài này được (Micheli) Standl. miêu tả khoa học đầu tiên.